# Магдебургско право
Магдебургско право (на немски: Magdeburger Recht) се нарича една от най-известните правни системи на градското право, която се развива през XIII век в град Магдебург (днес в Германия) като феодално градско право, според което (1) икономическата дейност, (2) имуществените права, (3) обществено-политическият живот и класовият статус на гражданите се регулират от тяхна собствена система от правни норми, т. е. градовете се самоуправляват с местна правна система и администрация.
Това е признак на повдигнатото самочувствие на градското население, след като градовете постепенно се открояват като центрове на производството и парично-стоковия обмен. С други думи, това е привилегия – правото на независимост на града от феодалите, държали земята извън градовете. По силата на това право градовете получават своята правна, икономическа, обществено-политическа и имуществена самостоятелност. Те не са зависими от даден феодален господар.
Магдебургското право е набор от градски привилегии, разработени за първи път от Ото I, император на Свещената римска империя (936 – 973 г.), и основани на фламандското право, което регулира степента на вътрешна автономия в градовете и селата, предоставена от местния владетел. Магдебургското право е наречено по името на германския град Магдебург и е може би най-важният набор от средновековни закони в Централна Европа. Магдебургските права са възприети и адаптирани от многобройни монарси, включително владетелите на Бохемия, Унгария, Полша, Литва и Русия. Те дават тласък на урбанизацията и подтикват развитието на хиляди села и градове.

## Извори на Магдебургското право
Докато действащото днес право (закони, правни наредби, устави, директиви и т.н.) е почти изцяло кодифицирано в писмен вид (напр. в правни вестници, административни вестници, министерски вестници, държавни вестници и т.н.), Магдебургското право не е кодифицирано право. През годините то се е развило на няколко етапа – (1) от обичайното право на търговците, (2) от правата, предоставени на град Магдебург от суверена (привилегии), и накрая (3) от самостоятелно определени разпоредби в рамките на градското самоуправление. Поради това не е лесно да се определи окончателно съдържанието на Магдебургското право, развило се по този начин. Съществуват обаче някои писмени източници, от които може да се извлече магдебургското право:
1. Съществуват косвени доказателства за търговско и пазарно право в Магдебург още от X в., тъй като официални документи от други градове от този период се позовават на него. Това търговско и пазарно право, практикувано в Магдебург, се е превърнало в Градско право на Магдебург най-късно през XII век, тъй като през 1145 г. тези Магдебургски права вече са били „изнасяни“ и в други градове – конкретно: град Стендал (Германия) е получил Магдебургските права още през 1145 г.[3]
2. Първото пряко доказателство за съществуването на Магдебургското градско право е привилегията, предоставена от архиепископ Вихман фон Зебург на град Магдебург през 1188 г. Тази привилегия съдържа само девет параграфа и поради това вероятно не представлява Магдебургското право в неговата цялост, а само го допълва, отменяйки някои разпоредби, които вече били сметнати за остарели, „след консултация с епископите, архиереите, канониците, бургграфа и другите вярващи“.[3]
3. Друг източник на правото са правните известия, издавани от Магдебургските съдии. Магдебургското право очевидно е бил толкова убедително, че бързо се разпространило и било възприето от други градове, особено от новооснованите германски градове на изток от Магдебург. Но и по-далечни градове като Вилнюс (1387 г.), Каунас (1408 г.), Киев (1492 – 1497 г.) и Минск (1499 г.) са получили грамота от Магдебург за присъждане на градски права.[3] Правораздаването в Магдебург е било поверено на съдебни заседатели. В правни известия до съответния владетел или до гражданите на удостоените с Магдебургското право градове, магдебургските съдебни заседатели оповестяват и разгласяват законите и актуалното правораздаване.[3] Тези правни известия/оповестявания са запазени в архивите на някои от градовете.[3]
4. Магдебургският съд е възприеман като „върховен съд“ (на немски: Magdeburger Oberhof).[3] Това означава, че съдиите на онези градове, на които е било поверено Магдебургското право, са могли да представят даден свой правен спор пред Магдебургския съд и да поискат от него мнение за това как законът трябва да се тълкува или прилага в конкретен случай.[3] От конституцията на съответния град зависи дали тази правна информация от Магдебургския съд се разглежда като обвързващо съдебно решение или само като помощно средство за преценка.[3] Отговорите на Магдебургския съд, някои от които са запазени в архивите на запитващите градове, също предоставят информация за същността на действащото по това време Магдебургско право.[3] В самия град Магдебург архивите на Магдебургския съд са унищожени по време на Тридесетгодишната война.[3]
5. В края на XIII или началото на XIV век частни лица създават така нареченото „Саксонско градско право“ (на немски: Sächsisches Weichbild; наречено също „Магдебургско градско право“, на немски: Magdeburgisches Weichbild) – правна книга, в която в 137 статии е представено действащото по това време Магдебургско право (с препратки към „Саксонско огледало“ – сборник на немското градско и феодално право).[3]

Правните източници определяли организацията на занаятчийското производство, търговията, процедурата за провеждане на избори и дейността на градското самоуправление, занаятчийските съюзи и гилдиите на търговците.

## Разпространение
Изхождайки от Магдебург, Магдебургското право се разпространява най-вече на изток: Маркграфство Бранденбург, частично в Померания, кралство Прусия, Тюрингия, кралство Саксония, Силезия, Бохемия, Моравия и Лужица.
Разпространението на магдебургското право в Източна Европа върви ръка за ръка с разпространението на „Саксонското огледало“ като източник на поземленото право.
Между XIII и XVIII век Магдебургското право се разпространява в кралство Полша и Великото литовско княжество. Най-напред, сред славянските земи, магдебургското право навлиза в Силезия, която е била по това време под силно германско влияние. От Силезия през XIII век то прониква в земите на Великополша и Малополша. В Полша Магдебургското право се въвежда активно от Кажимеж III Велики.
Сред настоящите руски градове, които получават Магдебургското право, са град Смоленск, получил това право на 4 ноември 1611 г., градовете Невел и Себеж, получили това право през 1623 г. от полския крал и велик литовски херцог Сигизмунд III Васа, град Дорогобуж на 28 май 1625 г. и град Погар през 1666 г.
Други градове, получили грамота от Магдебург за присъждане на градски права, са например Вилнюс (1387 г.), Каунас (1408 г.), Киев (1492 – 1497 г.) и Минск (1499 г.).

## Разпоредби на Магдебургското градско право

### Сравнителна независимост на съда
В Магдебургското право (изразено тук в Закона за съдебната власт от края на XII век в Свещената римска империя) се предвижда, че съдът се състои от единадесет съдебни заседатели, а не както преди е било обичайно само от пет. Съдебните заседатели се избирали пожизнено, а съдебният председател можел сам да замества членовете, които са се оттеглили, с одобрението на бургграфа (кооптация), което дава на съдебните заседатели известна независимост. Тъй като те се назначавали пожизнено, следователно не им е било необходимо да се съгласуват с властимащите, как да се произнасят.

### Особености на процесуалния кодекс
Основното нововъведение на Магдебургското право е премахването на така наречената „опасност от съдебен спор“. Преди това в процесуалното право страните по даден спор не можели да представляват своите искове пред съда в свободна реч, а били длъжни да използват строго определени правни формулировки. Ако някоя страна не се придържала към тези речеви формулировки или ако си преплете езика докато говори, нямала право да се поправи, и делото можело да се загуби. Поради това за чуждестранните търговци, които не били запознати с тези формулировки, е съществувала висока „опасност от съдебни спорове“. Премахването на тези изисквания и тази опасност укрепва доверието в съда, от една страна, и от друга, установява по-голяма правна сигурност.
В интерес на чуждестранните търговци съдопроизводството било ускорено. Иск, в който чужд гражданин е ищец или ответник, трябвало да бъде „уреден и приключен“ в същия ден (§ 7 от „Привилегията на Вихман“ от 1188 г.).
Омъжените жени (съпруги) можели да се явяват самостоятелно пред съда, т. е. на жените им се дало право да завеждат съдебен процес.
Друго процесуално нововъведение е въвеждането на свидетелски показания в наказателното право вместо обичайното преди това кръвно отмъщение и доказателство от Бога чрез съдебен двубой.

### Семейно право
Семейното право предвиждало принципа на настойничеството на съпруга спрямо съпругата. Съпругът е попечител на съпругата. 
Все пак жената обаче има права, като например правото на завеждане на съдебен процес (виж по-горе). Също друго нейно право се отнася до имуществото ѝ. Имуществото, което жената внася в брака, подлежи на управление от съпруга само ако тя го предаде „във владение на съпруга“. Ако тя не му го предаде, то остава извън имуществото на съпруга и се отделя като запазено имущество само на жената, т.е. съпрузите могат да избират между режим на съпружеска имуществена разделност и режим на съпружеска имуществена общност.

### Наказателно право
В областта на материалното наказателно право е премахната родовата отговорност (§ 2 от „Привилегията на Вихман“). Това означава, че всеки си носи индивидуално отговорността, а не целия род/семейство. Бащата вече не носи отговорност за сина си, ако не е присъствал на престъплението на сина си или не е участвал в него и може да докаже това. Подобно правило се прилага и за лица, които случайно са присъствали на кавга (§ 3 от „Привилегия на Вихман“).
Освен това била отменена давността за престъпленията, свързани с насилие.

### Търговско право
Търговското право заема централно място в Магдебургската правна система. В допълнение към процедурните опростявания, създадени в интерес на търговците, били въведени разпоредби относно покупко-продажбата на стоки, отговорността за качеството на стоките и задължението за счетоводство и отчетност (предоставяне на счетоводни отчети).

### Върховен съд
Магдебургският съд е възприеман като „върховен съд“ (на немски: Magdeburger Oberhof). Това означава, че съдиите на онези градове, на които е било поверено Магдебургското право, са могли да представят даден свой правен спор пред Магдебургския съд и да поискат от него информация за това как законът трябва да се тълкува или прилага в конкретен случай. От конституцията на съответния град зависи дали тази правна информация от Магдебургския съд се разглежда като обвързващо съдебно решение или само като помощно средство за преценка. Отговорите на Магдебургският съд, някои от които са запазени в архивите на запитващите градове, също предоставят информация за действащия по това време закон. В самия град Магдебург архивите на Магдебургският съд са унищожени по време на Тридесетгодишната война.

## Значение на Магдебургското право за еврейското население
Магдебургските права не са се прилагали за еврейското население, тъй като то не се считало за част от коренното градско население. Като изключение може да се посочи литовският град Тракай, в който еврейското население получава Магдебургското право като отделна група през 1444 г., след като преди това то вече е било предоставено на християнското население.

## Краят на Магдебургския върховен съд
Макар че отделни владетели са се опитвали в началото да подкопаят надтериториалното значение на Магдебургския върховен съд, създавайки свои собствени върховни съдилища, тези опити са били неуспешни доста време. Едва в хода на Реформацията Германия се разделя по вероизповедание (на католически и протестантски територии) и областите, които остават католически, са откъснати от юрисдикцията на Магдебургския съд. Окончателният край на Магдебургския съд като върховен съд настъпва след пълното опустошаване на град Магдебург на 10 май(стар стил)/ 20 май (нов стил) 1631 г. от имперските войски на Хабсбургска монархия под командването на Йохан Церклас Тили и Готфрид Хайнрих цу Папенхайм в хода на Тридесетгодишната война през 1631 г., когато е опожарен обширният архив на съдебните решения. С унищожаването на своята „правна библиотека“ Магдебургският съд губи основата на своята юрисдикция и в резултат на това загива като институция.

## Краят на Магдебургското право
В Полша Магдебургското право губи своята валидност едва в хода на реформите на Наполеон I и Йозеф II в региона Галиция. В Украйна Саксонско-магдебургското право губи своята правна сила едва когато „Сборникът на закони на Руската империя“ влиза в сила през 1840 г. в Левобрежна Украйна и две години по-късно в Деснобрежна Украйна. В Киев Магдебургското право е било в сила до 1834 г., а латвийското гражданско право се счита за повлияно от саксонско-магдебургското право чак до 1937 г.